# Yazıboyu, Eskipazar
Yazıboy là một xã thuộc huyện Eskipazar, tỉnh Karabük, Thổ Nhĩ Kỳ. Dân số thời điểm năm 2010 là 76 người.